# Sanctitude
Sanctitude è il terzo album dal vivo del gruppo musicale svedese Katatonia, pubblicato il 30 marzo 2015 dalla Kscope.

## Descrizione
Contiene il concerto tenuto dai Katatonia presso l'Union Chapel di Londra nel maggio 2014, tappa della tournée Unplugged & Reworked, che ha visto il gruppo esibirsi con i brani tratti da Dethroned & Uncrowned e altri tratti dal loro repertorio precedente e presentati in versione acustica, tra cui Tonight's Music e Day, quest'ultimo scelto come anticipazione all'album. Insieme al gruppo è stato presente anche Bruce Soord dei The Pineapple Thief alla chitarra al posto di Per Eriksson, che aveva abbandonato la formazione tre mesi prima, oltre a Silje Wergeland dei The Gathering, ospite nel brano conclusivo The One You Are Looking for Is Not Here.

Riguardo alla pubblicazione di Sanctitude, il chitarrista ha commentato:

## Tracce
Testi e musiche dei Katatonia.
CD
1. In the White – 5:39
2. Ambitions – 5:01
3. Teargas – 3:10
4. Gone – 3:47
5. A Darkness Coming – 5:16
6. One Year from Now – 4:09
7. The Racing Heart – 4:26
8. Tonight's Music – 4:15
9. Sleeper – 4:38
10. Undo You – 4:49
11. Lethean – 4:47
12. Day – 4:38
13. Idle Blood – 4:31
14. Unfurl – 6:33
15. Omerta – 3:37
16. Evidence – 6:06
17. The One You Are Looking for Is Not Here – 4:28

DVD
1. Full Concert Film – 80:24
2. Documentary – 66:26

## Formazione
Gruppo
- Jonas Renkse – voce, chitarra solista, arrangiamento
- Anders Nyström – chitarra acustica, cori, arrangiamento
- Niklas Sandin – basso acustico, arrangiamento

Altri musicisti
- Bruce Soord – chitarra acustica, tastiera, cori
- JP Asplund – percussioni
- Silje Wergeland – voce (traccia 17)

Produzione
- Paul Green Productions – filmato, produzione
- Anthony Graham – regia
- Martin Knight – registrazione
- Bruce Soord – missaggio 2.0 stereo & 5.1 surround sound
- Steve Kitch – mastering
- Anders Nyström – regia e montaggio documentario, direzione artistica
- Thomas Liljekvist – filmato, assistenza tecnica

## Classifiche
| Classifica (2015) | Posizione massima |
| ----------------- | ----------------- |
| Belgio (Fiandre)  | 181               |
| Finlandia         | 48                |
| Germania          | 95                |